# Stratford (Wisconsin)
Stratford – wieś w Stanach Zjednoczonych, w stanie Wisconsin, w hrabstwie Marathon.